# Pádová technika
Pádová technika (v japonských bojových uměních známá jako ukemi). Základní pádová technika je úpolovou dovedností, která slouží jako obraz ideálního provedení pádu. Je to naučená pohybová dovednost 
Techniky můžeme použít například na inline bruslích nebo skateboardu.

## Základní typy pádových technik[4]
Pády vpřed využíváme v různých provedeních. Jsou varianty s převratem a bez převratu, a nebo se zaražením a bez zaražení. S převratem, bez zaražení použijeme například při kotoulu dopředu po klopýtnutí v běhu. Další variantou pádu vpřed může být například bez převratu a bez zaražení, které lze použít třeba při pádu z výšky na břicho s dopadem na předloktí při technikách sebeobrany.
Pády vzad jsou v provedeních s převratem, bez převratu a se zaražením, bez zaražení. Pád vzad s převratem a bez zaražení využijeme třeba při kotoulu vzad po strčení, využívaný v aikidó.
Pády stranou jsou v provedení se zaražením například v Judu po technice O-goshi, kdy cvičenec padá bokem na zem a dopad tlumí paží.
Kombinované pády vzad s pohybovou strukturou pádu vpřed s převratem, kdy využíváme rotaci těla přes rameno s dopadem vzad typický pro aikidó, pád vzad s obratem o 180 stupňů, kde cvičenec padá vzad a rotuje do pádu vpřed. Padající list, který je specifický pro nekoordinovaný pád například při uklouznutí na ledě, kdy nohy jdou vzhůru
Další systematiku pádových technik včetně rozdělení podle směru, převratu a zaražení lze nalézt na stránkách Fakulty sportovních studií MU.